# Greg Rucka
Greg Rucka (San Francisco, 26 novembre 1969) è un fumettista, scrittore e sceneggiatore statunitense.

## Biografia
Nato a San Francisco nel 1969, Rucka ha frequentato il Vassar College ed in seguito il Master of Professional Writing Program dell'University of Southern California.
Iniziò la carriera scrivendo la serie di romanzi sulla guardia del corpo Atticus Kodiac, che ricevette notorietà per il suo realismo e l'attenzione ai particolari, frutto anche di un'esperienza di Rucka all'Emergency medical technician. L'unico romanzo della serie tradotto in italiano è Io ti proteggerò (Edizioni BD).
Negli anni novanta ha realizzato per Oni Press Whiteout, Whiteout: Melt e Queen & Country.
Ha scritto per DC Comics le storie per gli albi di Detective Comics, Gotham Central, Terra di nessuno, 52 e Checkmate. Per Marvel Comics ha collaborato a Wolverine, Elektra e Ultimate Daredevil and Elektra. Ha inoltre lavorato per Image Comics.
Rucka ha inoltre scritto l'episodio Crossfire del film d'animazione Batman - Il cavaliere di Gotham (2008), nel quale compare anche Crispus Allen, personaggio da lui stesso creato per l'universo DC Comics.
Tra il 2009 e il 2010 scrive i numeri 854-863 di Detective Comics, che vedono come protagonista Batwoman.
Nel 2017, con Leandro Fernandez, realizza il fumetto The Old Guard, pubblicato dalla Image e da cui sarà tratto l'omonimo film del 2020 diretto da Gina Prince-Bythewood.

### Vita privata
Rucka è sposato con la scrittrice Jen Van Meter.

## Riconoscimenti
Rucka ha vinto numerosi premi, tra cui un Eisner Awards per Half a Life, storia pubblicata in Gotham Central.